# کایا وویین نیکولایسن
کایا وینین نیکولایسن (انگلیسی: Kaia Wøien Nicolaisen؛ زادهٔ ۲۳ نوامبر ۱۹۹۰) ورزشکار دوگانه اهل نروژ است.
وی در مسابقات کشوری و بین‌المللی در مجموع برندهٔ ۱ مدال نقره، ۱ مدال برنز شده‌است.

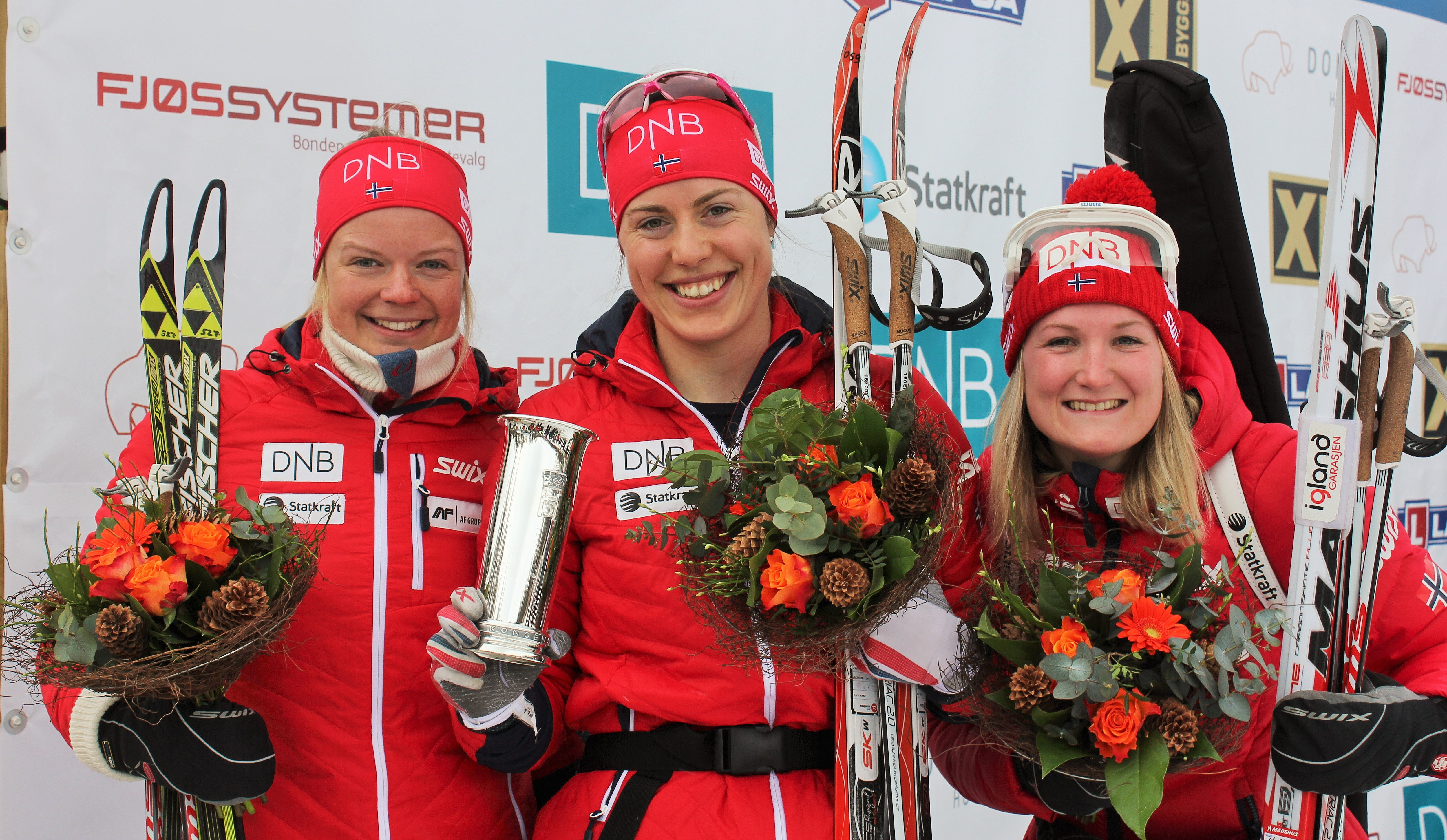
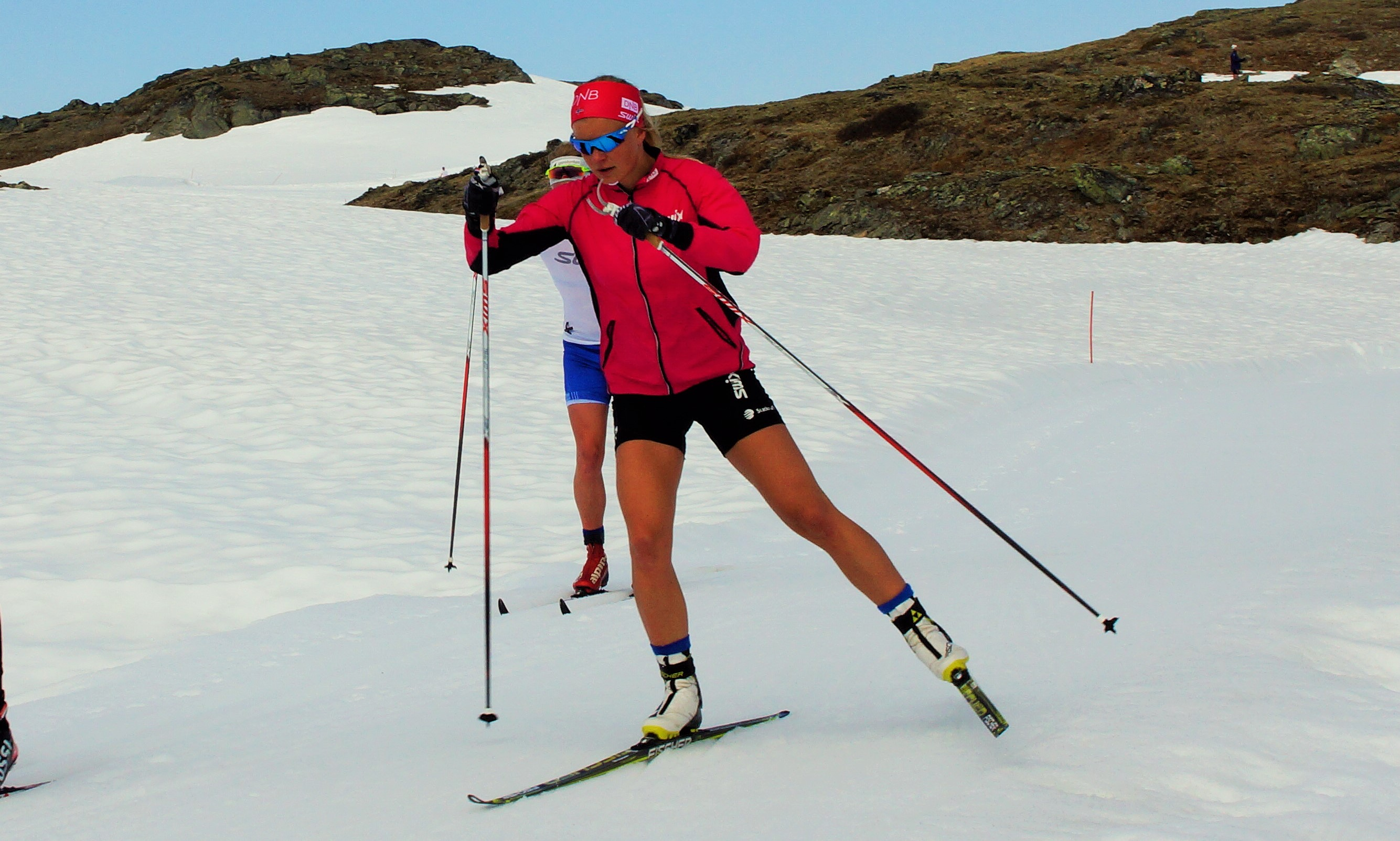